# Steeleville
Steeleville is een plaats (village) in de Amerikaanse staat Illinois, en valt bestuurlijk gezien onder Randolph County.

## Demografie
Bij de volkstelling in 2000 werd het aantal inwoners vastgesteld op 2077. In 2006 is het aantal inwoners door het United States Census Bureau geschat op 2063, een daling van 14 (-0,7%).

## Geografie
Volgens het United States Census Bureau beslaat de plaats een oppervlakte van 3,4 km², geheel bestaande uit land. Steeleville ligt op ongeveer 162 m boven zeeniveau.

## Plaatsen in de nabije omgeving
De onderstaande figuur toont nabijgelegen plaatsen in een straal van 16 km rond Steeleville.